# AA Colatina
Die Associação Atlética Colatina, kurz AA Colatina, war ein Fußballverein aus Colatina im brasilianischen Bundesstaat Espírito Santo. Der Klub wurde 1978 gegründet und 1996 aufgelöst.

## Geschichte
Im Mai 1978 wurde der Klub durch einen Zusammenschluss mehrerer Klubs gegründet.
Durch Entscheidungen der brasilianischen Militärregierung wurde das Teilnehmerfeld der Série A an der Copa Brasil 1979 auf insgesamt 94 Mannschaften angehoben. Im Vorjahr waren es noch 74 Teilnehmer. Dadurch gelang Colatina seine einzige Berechtigung in der obersten Liga spielen zu dürfen. Allerdings erreichte der Klub in der Gruppe B nur den neunten von zehn Plätzen.
1981 nahm Colatina an der erstmaligen Austragung der Série C teil. Man erreichte den 20. Platz bei 24 Teilnehmern. Der zweite Platz in der Staatsmeisterschaft von Espírito Santo 1981 berechtige den Klub für die Teilnahme der Série B für 1982, der Taça de Prata 1982. In der Gruppe C wurde man vierter von sechsen und schied aus. In der Gesamttabelle wurde eine Wertung als 35. von 48 erreicht (zwei Siege, ein Unentschieden, zwei Niederlagen und 5:6 Tore).
Ein zweiter Auftritt in der Série B kam in der Divisão Especial 1989. Hier war das Abschneiden für den Klub enttäuschend. Er wurde 93. von 96 (ein Sieg, zwei Unentschieden, sieben Niederlagen). Mit dem Gewinn der Staatsmeisterschaft von Espirito Santo 1990 gelang dem Klub sein einziger Titelgewinn. Der Sieg qualifizierte Colatina für die Teilnahme an der Copa do Brasil 1991. Der Klub unterlag in der ersten Runde den Santa Cruz FC mit 2:3 und 0:1.
Eine Rückkehr in die Série B gelang für Segunda Divisão 1991. Wieder schied Colatina in der Vorrunde aus und erreichte immerhin den 30. Platz bei 64 Teilnehmern.
In der Austragung der Série C 1996 erreichte der Klub die zweite Runde und unterlag hier Fluminense de Feira FC. Danach stellte der Klub seinen Spielbetrieb ein.

## Bekannte Spieler
Der Spieler Edmílson Gonçalves Pimenta begann seine Laufbahn bei Colatina und spielte später u. a. für Paris Saint-Germain. Auch der Spieler und Trainer Marcelo Chamusca stand in seinen Reihen.

## Erfolge
- Staatsmeisterschaft von Espírito Santo: 1990
- Vizestaatsmeisterschaft von Espírito Santo: 1981, 1989